# 국도 제2호선 (핀란드)

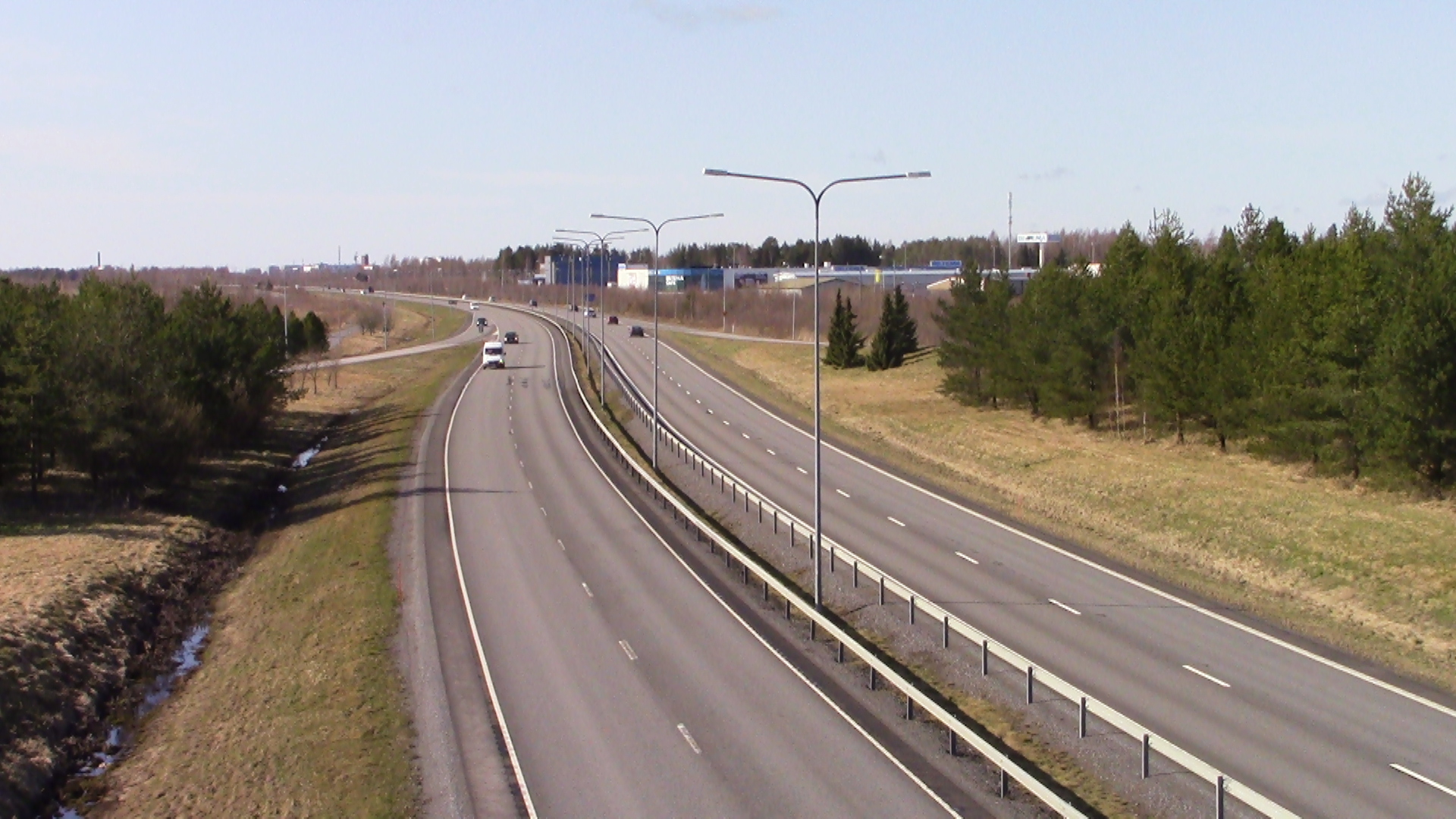
헬싱키와 포리를 이어주는 바이패스 도로

국도 제2호선(핀란드어: Valtatie 2, 스웨덴어: Riksväg 2)은 비흐티에서 포리까지 이어주는 총 연장 227km의 거리를 가진 핀란드의 일반 국도이다. 주요 경유지를 살펴보면, 파로자르비를 출발하여, 비흐티를 거쳐 포리의 멘티루오토까지 이어준다. 그리고 해당 도로의 주요 차선은 편도 2차선 짜리의 간선도로로 이루어져 있어, 출발하는 시점부터는 대체적으로 짧은 구간을 가진 국도인 반면, 총 연장이 거의 1km에 이른다. 또한 포리에서는 총 연장인 5km의 구간을 이룬 우회 도로가 따로 존재한다.